# Jaderná elektrárna Big Rock Point
Jaderná elektrárna Big Rock Point (anglicky Big Rock Point Nuclear Power Plant) byla jadernou elektrárnou ve Spojených státech. Ležela v Charlevoix County ve státě Michigan. Elektrárnu vlastnila a provozovala společnost Consumers Power. Reaktor dodal General Electric a elektrárnu vybudoval Bechtel Corporation. Elektrárnu po spuštění propagoval tehdejší mluvčí GE Ronald Reagan.

## Historie a technické informace

### Reaktor
Jaderná elektrárna Big Rock byla první jadernou elektrárnou ve státě Michigan a pátou jadernou elektrárnou ve Spojených státech.
Přípravné práce byly dokončeny 20. července 1960. Zahájení výstavby proběhlo 1. května 1960. Jednalo se o malý varný reaktor od General Electric, model BWR-1 110-84 o hrubém výkonu 72 MW. Připojen k síti byl 8. prosince 1962 a uveden do provozu byl 29. března 1963. Výstavba trvala 29 měsíců. Licence k provozu reaktoru byla vydána již 29. srpna 1962. Rozměry tlakové nádoby reaktoru byly 910 centimetrů na výšku a 270 centimetrů v průměru. Tloušťka stěn nádoby byla zhruba 14 centimetrů. Komín elektrárny zároveň sloužil jako vizuální orientační bod pro lodě.

#### Vyřazení z provozu
Consumers Energy v 90. letech oznámila, že provozní licence Big Rock Point nebude obnovena poté, co 31. května 2000 vyprší. Ekonomika provozu však v lednu 1997 ukázala, že reaktor nebude možné udržet v provozu až do května 2000, jelikož provozní náklady převyšovaly zisky z prodeje vyrobené elektřiny. Reaktor byl naposledy odstaven 29. srpna 1997 v 10:33 tamního času, symbolicky přesně 35 let po vydání licence. Poslední palivo bylo z aktivní zóny odstraněno 20. září téhož roku. Dekontaminace byla dokončena v roce 1999.
Během procesu vyřazování z provozu bylo zjištěno, že jeden záložní bezpečnostní systém v elektrárně byl nefunkční minimálně předchozích 14 let. Tzv. Liquid Poison System (LPS) sestával z nádrže naplněné kapalným roztokem obsahujícím bor, který absorbuje neutrony. V případě poruchy regulační tyče během odstavení reaktoru by systém LPS odčerpal roztok boru do aktivní zóny, čímž by se zastavila jaderná řetězová reakce. Při vyřazování z provozu, kdy se technici pokoušeli nádrž vypustit, se jim to však nepodařilo kvůli zkorodovanému potrubí.
Kvůli svému přínosu pro jaderný a lékařský průmysl byla bývalá jaderná elektrárna Big Rock Point jmenována historickou památkou Spojených států.
Reaktorová nádoba o hmotnosti 107 tun byla demontována 25. srpna 2003 a odeslána na likvidaci do Barnwellu v Jižní Karolíně.
Pozemek, na kterém elektrárna stála je zelenou plochou. Veškeré budovy včetně budovy reaktory byly zdemolovány a neexistují známky, že na místě někdy stála jaderná elektrárna. Náklady na vyřazení z provozu činily 390 milionů dolarů.

## Informace o reaktorech
| Reaktor          | Typ reaktoru | Výkon | Výkon | Zahájení výstavby | Připojení k síti | Uvedení do provozu | Uzavření    |
| Reaktor          | Typ reaktoru | Čistý | Hrubý | Zahájení výstavby | Připojení k síti | Uvedení do provozu | Uzavření    |
| ---------------- | ------------ | ----- | ----- | ----------------- | ---------------- | ------------------ | ----------- |
| Big Rock Point-1 | BWR-1 110-84 | 67 MW | 71 MW | 1. 5. 1960        | 8. 12. 1962      | 29. 3. 1963        | 29. 8. 1997 |